# Pentinsaari (ö i Södra Karelen)
Pentinsaari är en ö i Finland. Den ligger i sjön Suuri Paljärvi och i kommunen Ruokolax i den ekonomiska regionen  Imatra ekonomiska region  och landskapet Södra Karelen, i den sydöstra delen av landet, 250 km nordost om huvudstaden Helsingfors. Öns area är 2,9 hektar och dess största längd är 380 meter i öst-västlig riktning.